# Position de Naga Prok

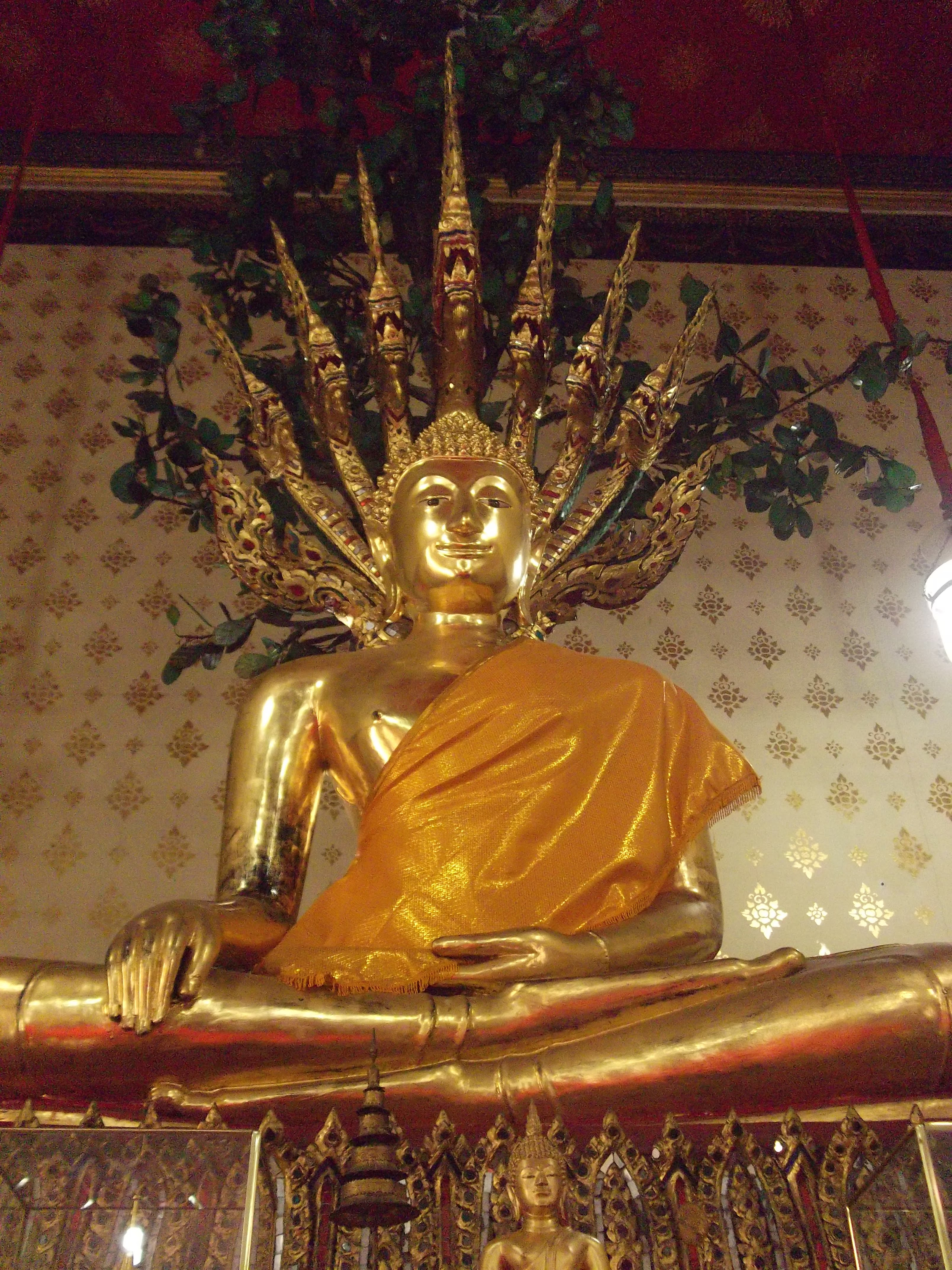
Statue de Bouddha en position de Naga Prok dans l'ubosot du Wat Shvetachatra Woravihara, Bangkok

La position de Naga Prok ( thaï : ปางนาคปรก ; RTGS : pang nak prok ), traduit par « Bouddha abrité par le naga », est une attitude de Bouddha dans l'art birman, khmer, laotien et thaïlandais dans laquelle le Bouddha, assis soit dans la position de méditation, soit dans la position maravijaya, est abrité ou recouvert d'un nāga à plusieurs têtes. Le nāga, dont le nom est Mucalinda, possède généralement sept ou neuf têtes et semble enrouler la base de la statue de Bouddha.
L'attitude fait référence à un épisode de la vie du Bouddha après avoir atteint l'illumination. Il voyagea dans différents royaumes pour enseigner et passa le reste de son temps à méditer. Une nuit, une violente tempête fait rage dans la forêt où il méditait. Un nāga du nom de Mucalinda ( thaï : มุจลินท์ ) l'a vu méditer dans des conditions météorologiques difficiles. Mucalinda a décidé de s'enrouler autour de son āsana (siège) et de se faire bouclier pour protéger le Bouddha des gouttes de pluie.
Cette attitude a été introduite dans l'art khmer primitif.

## Galerie

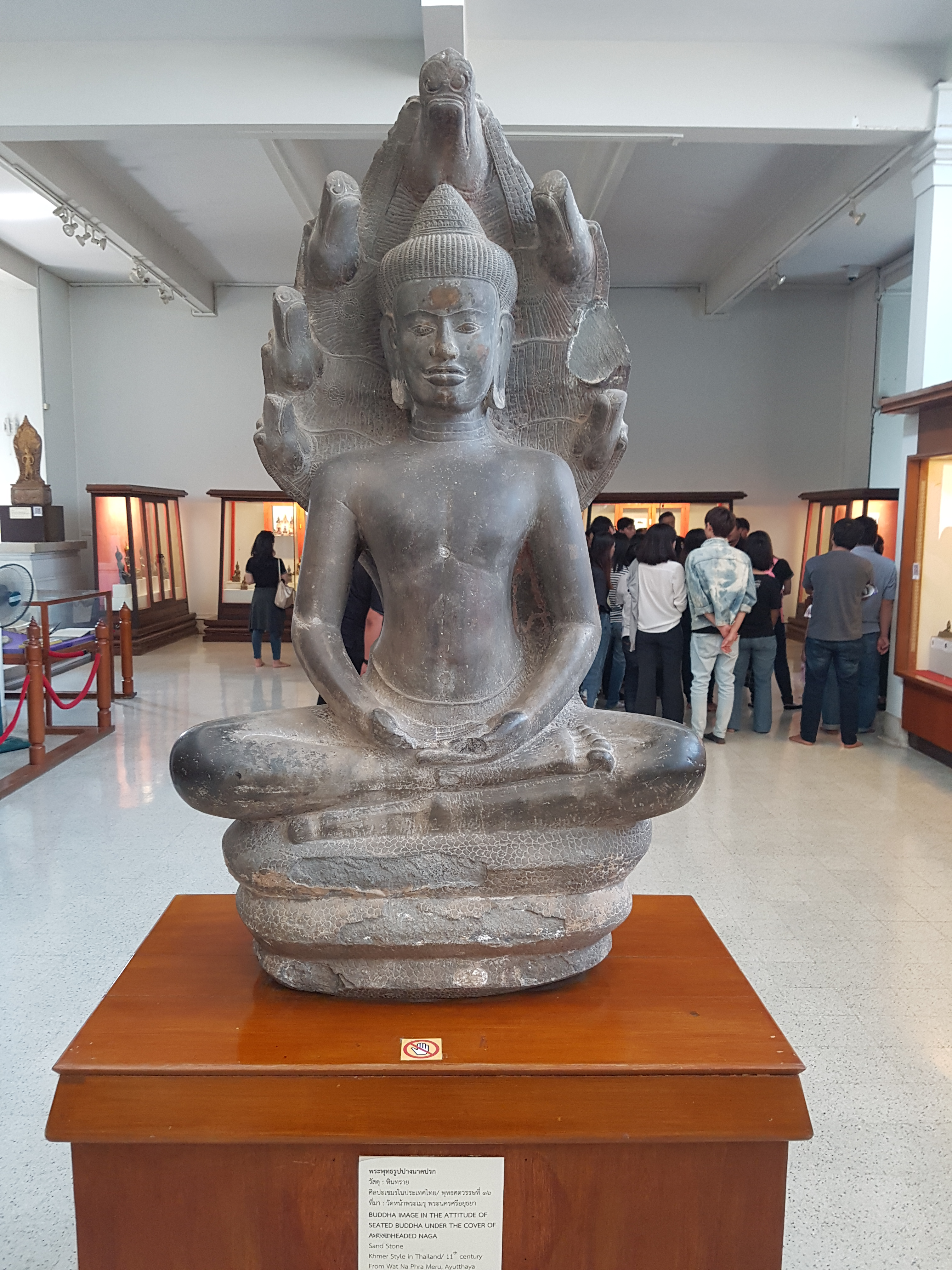
Statue khmère du XIe siècle au Musée national Chao Sam Phraya,province d'Ayutthaya
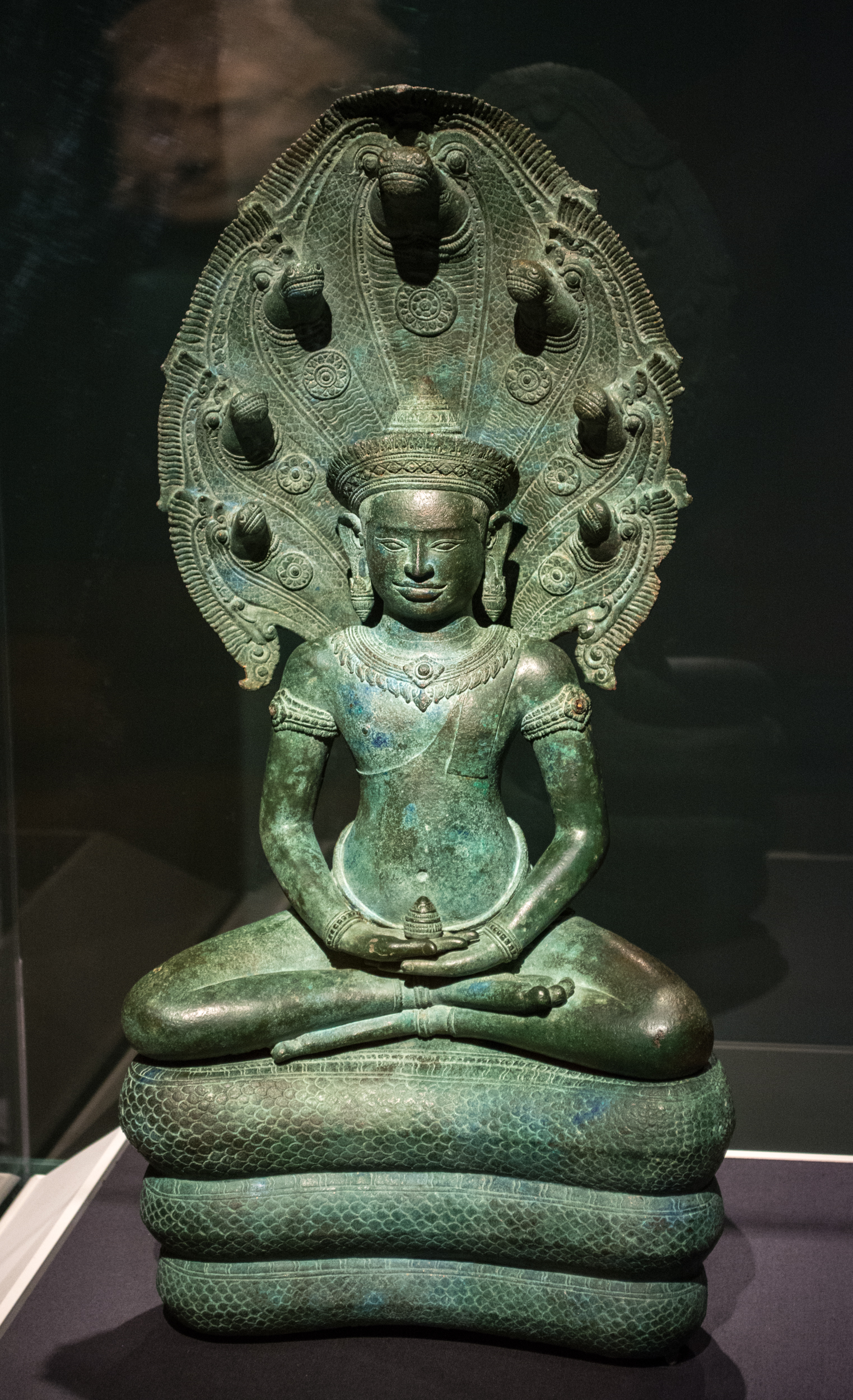
Bouddha en bronze khmer du XIIe siècle sur le trône de Naga de Banteay Chmar, Cambodge
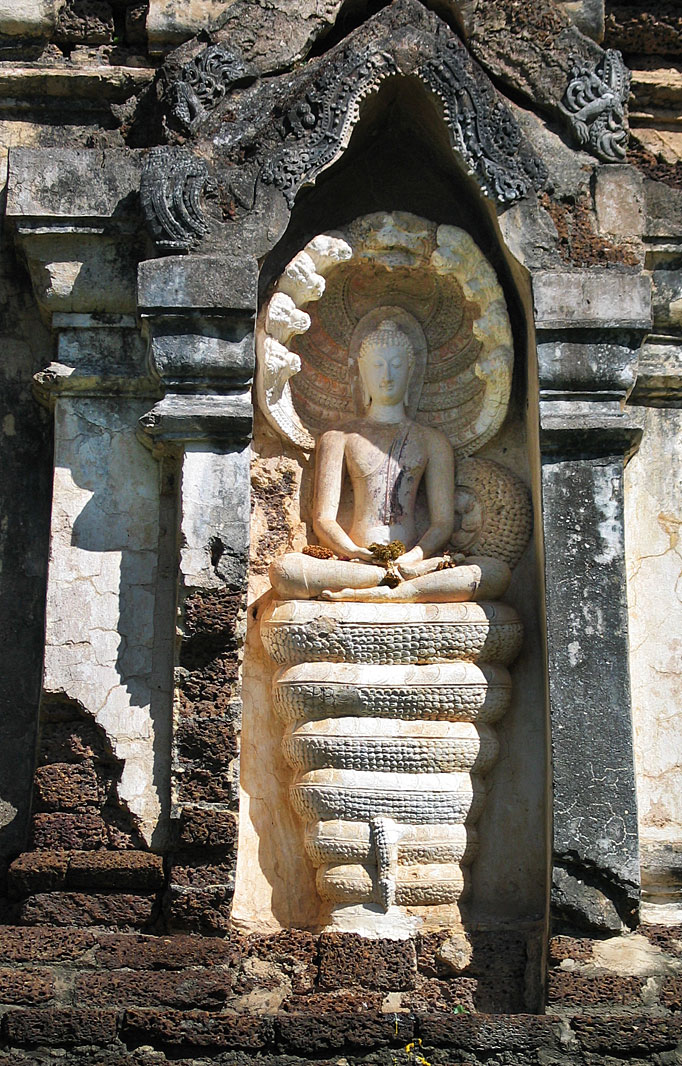
Auparc historique de Sukhothai, la statue met en valeur les boucles des nagas.
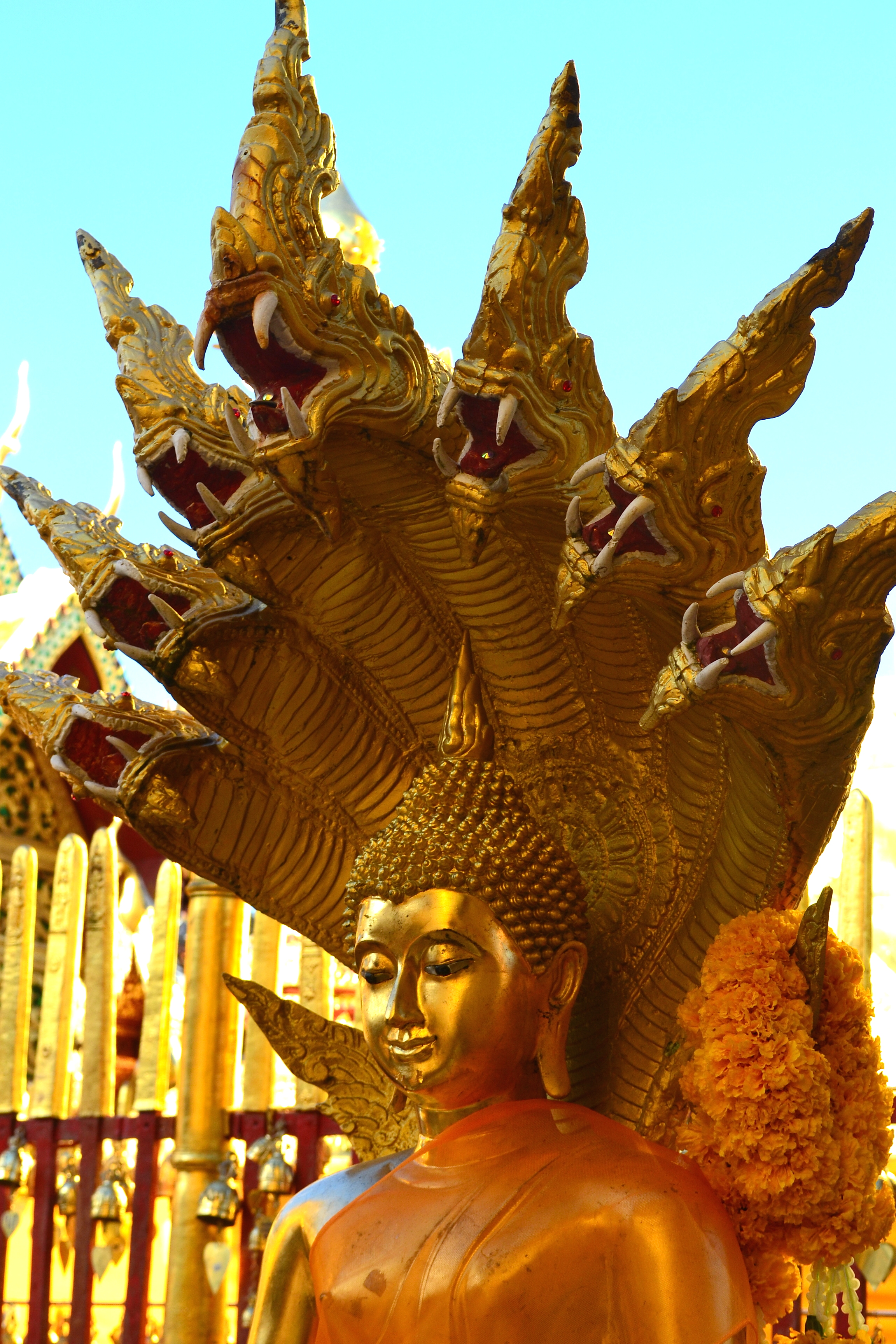
AuWat Phra That Doi Suthep,province de Chiang Mai
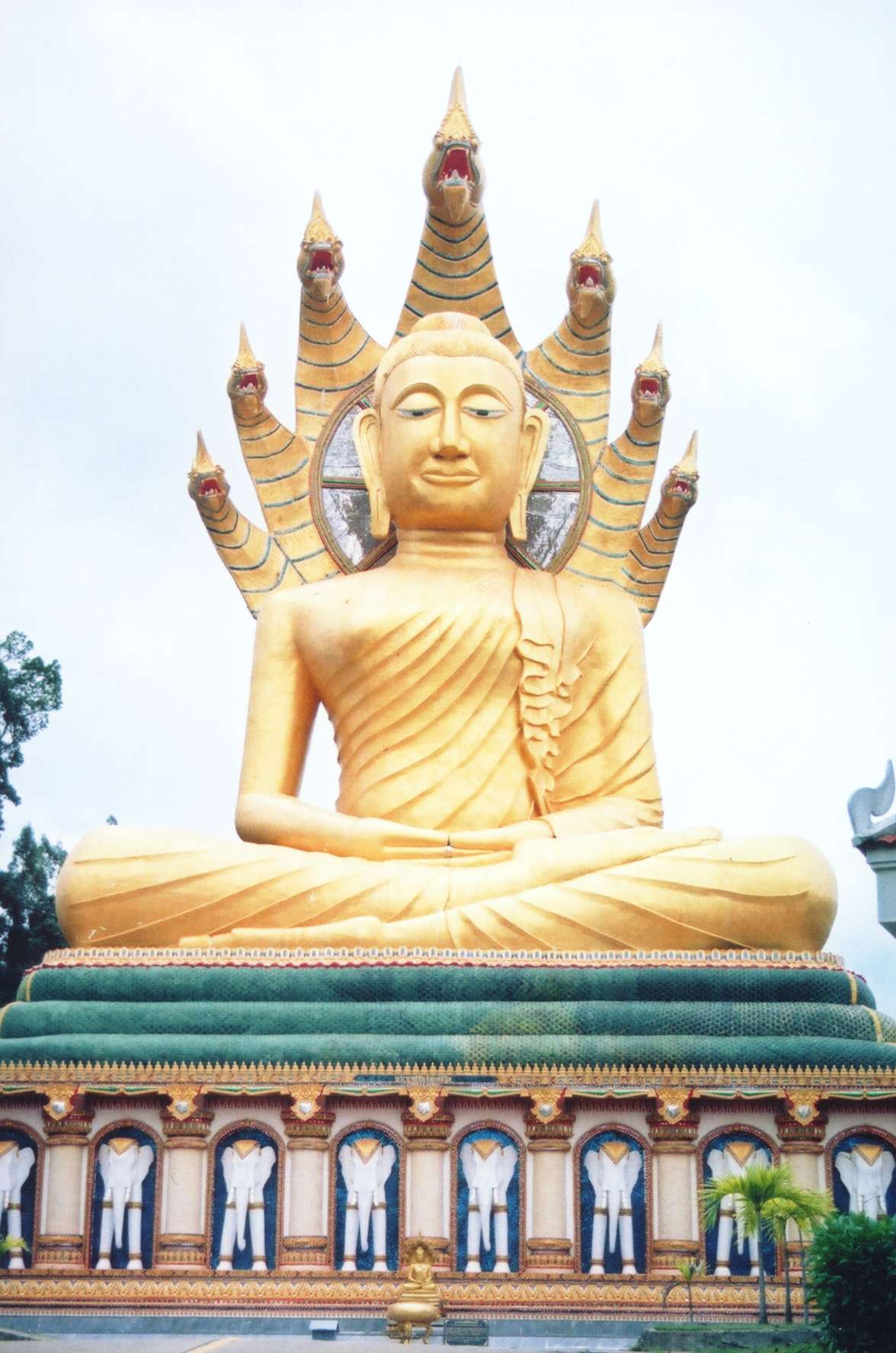
Au Wat Bang Reang,province de Phang Nga
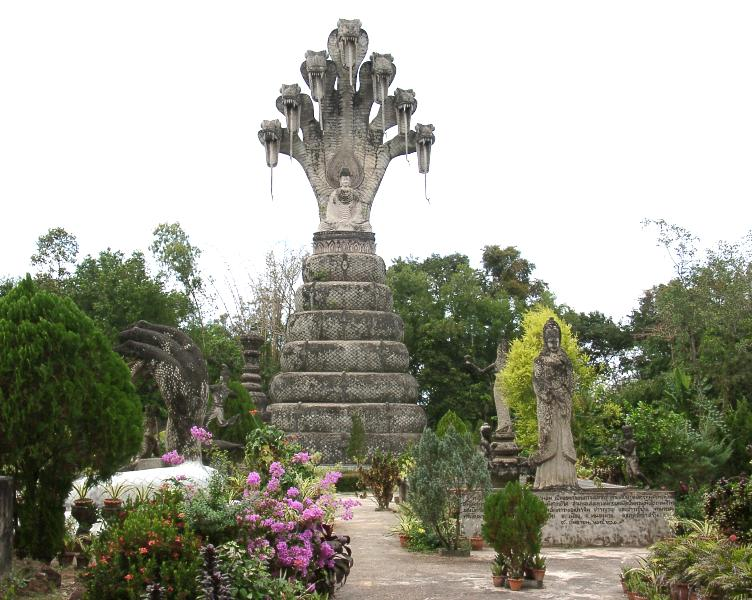
UNSala Keoku,province de Nong Khai
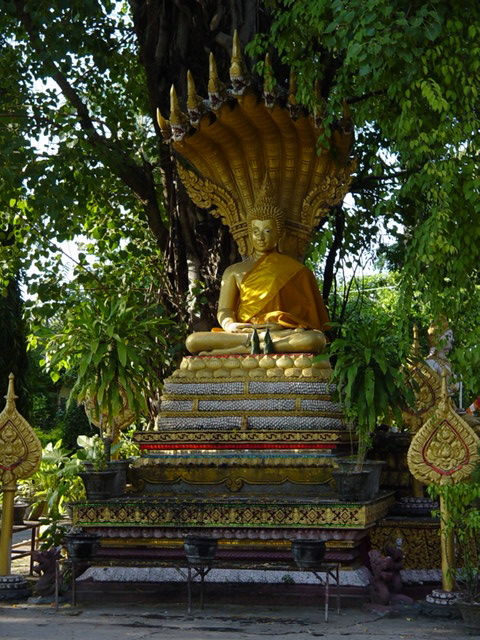
Au Vat Simuong,Vientiane
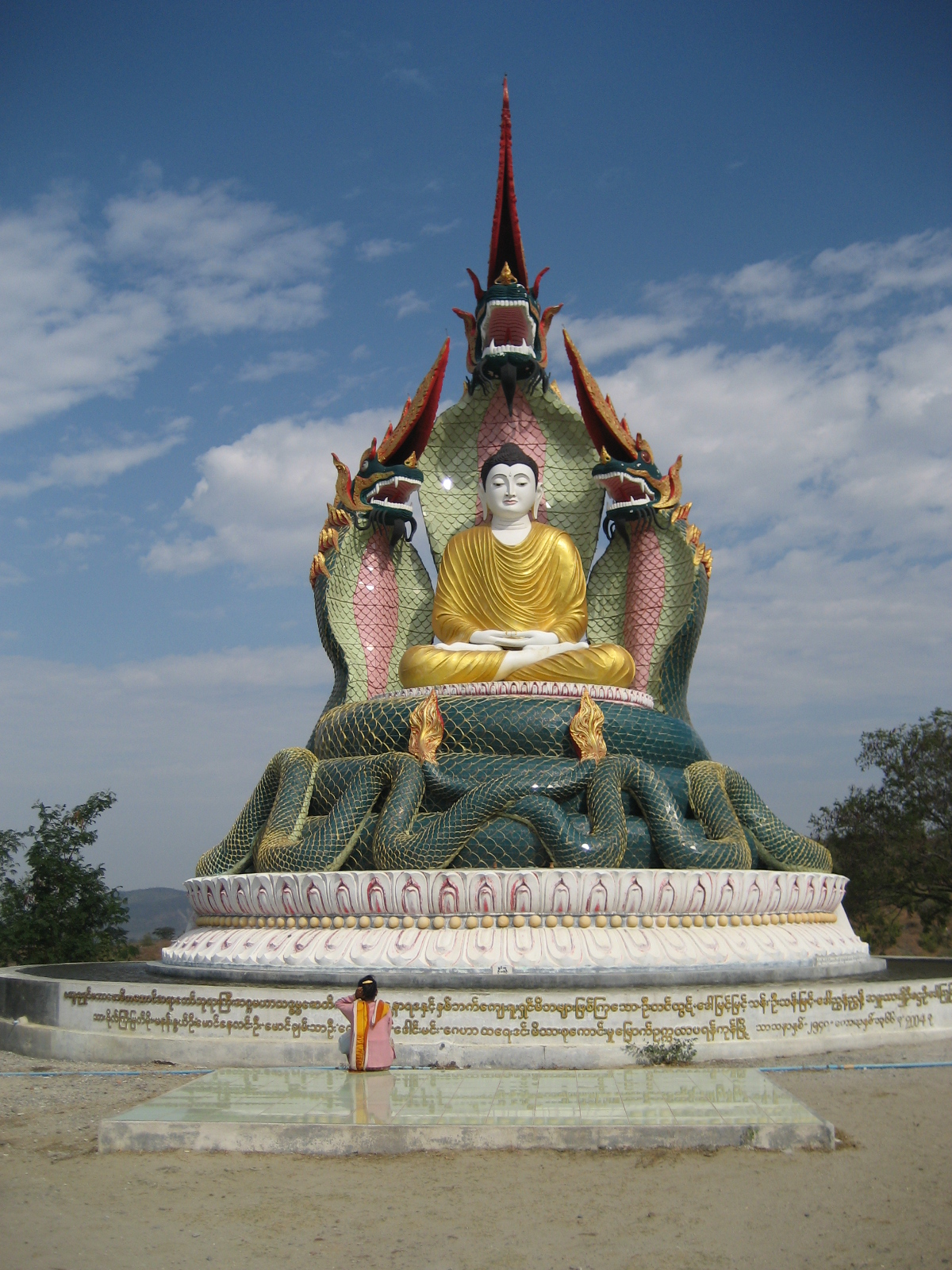
Le Bouddha Nagayon à Monywa, Birmanie